# Sfingomielina fosfodiesterasi
La sfingomielina fosfodiesterasi  è un enzima idrolasi che è coinvolto nelle reazioni del metabolismo degli sfingolipidi.
La sfingomielina fosfodiesterasi appartiene alla famiglia delle DNasi I ed è responsabile della rottura della sfingomielina in fosfocolina e ceramide. L'attivazione della sfingomielina fosfodiesterasi è stata suggerita come una via importante per la produzione di ceramide in risposta a stress cellulari. 
Catalizza la reazione:
sfingomielina + H2O {\displaystyle \rightleftharpoons } N-acilesfingosina + fosfato di colina